# Taça Independência
Die Taça Independência (portugiesisch für: Pokal der Unabhängigkeit) war ein internationales Fußballturnier, das 1972 zwischen dem 11. Juni und dem 9. Juli in Brasilien stattfand. Anlass war die 150-Jahr-Feier der Unabhängigkeit Brasiliens von Portugal. Am Turnier nahmen 18 Nationalmannschaften und 2 Kontinentalvertretungen (Afrika und CONCACAF) teil, weshalb es in Deutschland auch als „Mini-WM“ bezeichnet wurde. Brasilien stand im Endspiel Portugal am 9. Juli im Maracanã-Stadion in Rio de Janeiro gegenüber und gewann durch ein 1:0. Der Jugoslawe Dušan Bajević wurde mit 13 Treffern Torschützenkönig des Turniers.

Spielstätten der Taça Independência

## Resultate

### Vorrunde

#### Gruppe 1
| Pl. | Land        | Sp. | S | U | N | Tore    | Diff. | Punkte |
| --- | ----------- | --- | - | - | - | ------- | ----- | ------ |
| 1.  | Argentinien | 4   | 3 | 1 | 0 | 013:100 | +12   | 07     |
| 2.  | Frankreich  | 4   | 3 | 1 | 0 | 010:200 | +8    | 07     |
| 3.  | Afrika      | 4   | 1 | 1 | 2 | 003:400 | −1    | 03     |
| 4.  | Kolumbien   | 4   | 1 | 0 | 3 | 007:130 | −6    | 02     |
| 5.  | CONCACAF    | 4   | 0 | 1 | 3 | 003:160 | −13   | 01     |

#### Gruppe 2
| Pl. | Land     | Sp. | S | U | N | Tore    | Diff. | Punkte |
| --- | -------- | --- | - | - | - | ------- | ----- | ------ |
| 1.  | Portugal | 4   | 4 | 0 | 0 | 012:200 | +10   | 08     |
| 2.  | Chile    | 4   | 3 | 0 | 1 | 007:700 | ±0    | 06     |
| 3.  | Irland   | 4   | 2 | 0 | 2 | 007:700 | ±0    | 04     |
| 4.  | Ecuador  | 4   | 0 | 1 | 3 | 004:900 | −5    | 01     |
| 5.  | Iran     | 4   | 0 | 1 | 3 | 003:800 | −5    | 01     |

#### Gruppe 3
| Pl. | Land        | Sp. | S | U | N | Tore    | Diff. | Punkte |
| --- | ----------- | --- | - | - | - | ------- | ----- | ------ |
| 1.  | Jugoslawien | 4   | 3 | 1 | 0 | 015:300 | +12   | 07     |
| 2.  | Paraguay    | 4   | 3 | 0 | 1 | 012:400 | +8    | 06     |
| 3.  | Peru        | 4   | 2 | 0 | 2 | 005:300 | +2    | 04     |
| 4.  | Bolivien    | 4   | 0 | 2 | 2 | 004:120 | −8    | 02     |
| 5.  | Venezuela   | 4   | 0 | 1 | 3 | 003:170 | −14   | 01     |

### Finalrunde

#### Gruppe A
| Pl. | Land             | Sp. | S | U | N | Tore    | Diff. | Punkte |
| --- | ---------------- | --- | - | - | - | ------- | ----- | ------ |
| 1.  | Brasilien        | 3   | 2 | 1 | 0 | 004:000 | +4    | 05     |
| 2.  | Jugoslawien      | 3   | 1 | 1 | 1 | 004:600 | −2    | 03     |
| 3.  | Schottland       | 3   | 0 | 2 | 1 | 002:300 | −1    | 02     |
| 4.  | Tschechoslowakei | 3   | 0 | 2 | 1 | 001:200 | −1    | 02     |

#### Gruppe B
| Pl. | Land        | Sp. | S | U | N | Tore    | Diff. | Punkte |
| --- | ----------- | --- | - | - | - | ------- | ----- | ------ |
| 1.  | Portugal    | 3   | 2 | 0 | 1 | 005:200 | +3    | 04     |
| 2.  | Argentinien | 3   | 2 | 0 | 1 | 003:300 | ±0    | 04     |
| 3.  | UdSSR       | 3   | 1 | 0 | 2 | 001:200 | −1    | 02     |
| 4.  | Uruguay     | 3   | 0 | 1 | 2 | 001:300 | −2    | 01     |

### Spiel um den dritten Platz
|                                                   |   |             |     |
| 9. Juli 1972 in Rio de Janeiro (Maracanã Stadion) |   |             |     |
| Jugoslawien                                       | – | Argentinien | 4:2 |

### Finale
| Brasilien                                 | Brasilien | Portugal | Portugal |
| ----------------------------------------- | --- | --- | -------- |
| Brasilien                                 | \| 9. Juli 1972 in Rio de Janeiro (Maracanã) \| \| Ergebnis: 1:0 (0:0) \| | \| 9. Juli 1972 in Rio de Janeiro (Maracanã) \| \| Ergebnis: 1:0 (0:0) \| | Portugal |
| Brasilien                                 | Emerson Leão; Zé Maria, Brito, Vantuir, Marco Antônio (Rodrigues Neto); Clodoaldo, Gérson, Roberto Rivelino ; Jairzinho; Tostão, Leivinha (Dadá Maravilha) Cheftrainer: Mário Zagallo | José Henrique; Artur Correia, Humberto Coelho, José Timula Messias, Adolfo António da Luz Calisto, António Oliveira, Jaime Graça, Fernando Peres, Rui Jordão (77' Artur Jorge), Eusébio, Joaquim Dinis Cheftrainer: José Augusto de Almeida | Portugal |
| Brasilien                                 | 1:0 Jairzinho (90.) | | Portugal |
| Brasilien                                 | Ersatzspieler: Paulo César Caju | Ersatzspieler: Tamagnini Nené | Portugal |
| 9. Juli 1972 in Rio de Janeiro (Maracanã) | | |          |
| Ergebnis: 1:0 (0:0)                       | | |          |